# Eugenia canapuensis
Eugenia canapuensis är en myrtenväxtart som beskrevs av Ignatz Urban. Eugenia canapuensis ingår i släktet Eugenia och familjen myrtenväxter. Inga underarter finns listade i Catalogue of Life.